# Limnophila venustipennis
Limnophila venustipennis är en tvåvingeart som beskrevs av Alexander 1921. Limnophila venustipennis ingår i släktet Limnophila och familjen småharkrankar. Inga underarter finns listade i Catalogue of Life.